# Eugen Boeckmann
Eugen Boeckmann (* 9. September 1882; † 5. April 1947) war ein deutscher Jurist.

## Leben
Boeckmann studierte von 1901 bis 1906 Rechtswissenschaften an der Eberhard Karls Universität Tübingen. Er war Mitglied der Verbindung Normannia Tübingen. Er legte 1906 die erste und 1910 die zweite Justizdienstprüfung ab. 
Er war vor 1933 Amts- und Landgerichtsrat in Tübingen und von 1933 bis 1945 am Oberlandesgericht Stuttgart, zunächst als Oberlandesgerichtsrat und ab 1941 als Senatspräsident.
Von 1946 bis 1947 war er Präsident des Oberlandesgerichts Tübingen.